# Concerto pour piano de Grieg
Le Concerto pour piano en la mineur (Klaverkonsert i a-moll), op. 16, d'Edvard Grieg est le seul concerto que Grieg ait achevé. C'est une de ses plus célèbres œuvres et l'un des plus grands concertos du répertoire pour piano.

## Histoire
Le concerto fait partie des œuvres de jeunesse de Grieg, étant composé en 1868 (il a alors 25 ans) à Søllerød au Danemark, durant un de ces séjours où Grieg aime profiter du climat plus chaud de ce pays plus méridional que sa Norvège natale. Il est écrit pour piano solo, deux flûtes, deux hautbois, deux clarinettes, deux bassons, quatre cors, deux trompettes, trois trombones, timbales, violons, alti, violoncelles et contrebasses.
Trois mouvements le composent :
1. Allegro molto moderato
2. Adagio
3. Allegro moderato molto e marcato.

Durée approximative : 30 minutes.
Il a pour thème l'amour fougueux, renfermant la double image de Nina H. Grieg et leur fille nouveau-née. À cette époque, Grieg passait ses journées en parcourant la campagne norvégienne. C'est dans cette atmosphère détendue qu'est né le concerto pour piano qui, dès sa première représentation, reçut un vif succès, et fut vivement applaudi des critiques Rubinstein, Gade et Hartmann.

## Analyse
Le concerto de Grieg est souvent comparé à celui de Robert Schumann : c'est la même tonalité (la mineur) et les deux introductions commencent par le brio d'une descente en accords du piano. De manière plus générale, le style de Grieg est considéré comme étant proche de celui de Schumann plutôt que de n'importe quel autre compositeur. On sait qu'il a notamment entendu le Concerto pour piano de Schumann interprété par la veuve du compositeur, Clara, à Leipzig en 1858. En outre, en plus de sa mère, c'est avec un ami du compositeur allemand, du nom d'Ernst Ferdinand Wenzel, que Grieg a appris le piano.
L’œuvre servira également d'inspiration à Sergueï Rachmaninov pour son tout premier concerto pour Piano en 1890, œuvre d'étude. Ainsi, des similitudes sont observables tout au long des trois mouvements. On y retrouve le même brio d'une descente en accords du piano dans l'introduction, par exemple.
L'œuvre de Grieg montre également tout l'intérêt du compositeur pour la musique populaire norvégienne : l'ouverture virtuose du piano est basée sur le motif de la seconde descendante, suivie par une tierce descendante, structure typique de la musique populaire du pays de Grieg. Ce motif particulier intervient dans d'autres œuvres de Grieg, son Quatuor à cordes par exemple. Dans le dernier mouvement du concerto, des similitudes avec le springar (une danse norvégienne) et des imitations du violon de Hardanger (le violon populaire norvégien) peuvent être observées.
Grieg lui-même était un bon pianiste mais l'œuvre est créée par Edmund Neupert le 3 avril 1869 à Copenhague, au Théâtre du Casino. Grieg n'a pas pu y assister en raison d'engagements avec un orchestre à Christiania (l'actuelle Oslo). Parmi ceux qui assistèrent à la création se trouvaient le compositeur danois Niels Gade et le compositeur russe Anton Rubinstein. La création de l'œuvre en Norvège a lieu à Christiania le 7 août 1869, et la pièce est entendue plus tard en 1872 en Allemagne et en 1874 en Angleterre.
Le concerto est publié pour la première fois à Leipzig en 1872. Peu de temps avant sa mort, Grieg a révisé l'œuvre encore, supprimant la suggestion de Franz Liszt (à Rome 1870) de donner le second thème du premier mouvement aux trompettes plutôt qu'aux violoncelles.
En 1882-83, Grieg a travaillé sur un second concerto, en si mineur, mais il n'a jamais été achevé. En 1997, le compositeur belge Laurent Beeckmans s'est basé sur les esquisses existantes pour réaliser son Concerto pour piano en si mineur d'après les fragments d'un concerto inachevé d'Edvard Grieg, œuvre créée à Londres le 3 mai 2003.

## Dans la culture populaire
- Un grand orchestre américain de jazz, celui de Freddy Martin, a enregistré en 1942 une version swing du premier mouvement, arrangé par Ray Austin et condensé en 2:30 minutes sur un rythme de fox-trot, avec Jack Fina au piano[2].
- La célèbre introduction du premier mouvement a été reprise en 1963 par un groupe américain de rock instrumental, les Fencemen, dans un morceau intitulé Bach N'Roll[3].
- Le premier mouvement est utilisé dans le film Lolita de Adrian Lyne en 1997.
- En 2004, on l'a entendu dans un spot commercial de la marque Nike.
- C'est sur ce concerto que la championne du monde de patinage artistique Miki Andō a exécuté son programme libre aux championnats du monde de 2011[4].

## Source
- (en) Cet article est partiellement ou en totalité issu de l’article de Wikipédia en anglais intitulé « Piano Concerto (Grieg) » (voir la liste des auteurs).